# Dihogmochilina
Dihogmochilina is een geslacht van uitgestorven kreeftachtigen uit de klasse van de Ostracoda (mosselkreeftjes).

## Soorten
- Dihogmochilina boothia Copeland, 1970 †
- Dihogmochilina latimarginata (Jones, 1891) Teichert, 1937 †